# Barbara Kantorová
Barbara Kantorová (* 3. März 1992 in Poprad) ist eine slowakische Skirennläuferin. Ihre stärksten Disziplinen sind der Slalom und der Riesenslalom.

## Biografie
Kantorová fuhr im Dezember 2007 ihre ersten FIS-Rennen, stand im nächsten Monat erstmals auf dem Podest und feierte im Februar 2010 ihre ersten Siege. Bei Juniorenweltmeisterschaften, an denen sie seit 2010 teilnimmt, ist ihr bisher bestes Resultat der achte Platz in der Kombinationswertung aus Abfahrt, Riesenslalom und Slalom der Junioren-WM 2011. Im Sommer 2010 erreichte Kantorová den dritten Gesamtrang im Australia New Zealand Cup. Sie ist seit Dezember 2010 auch im Europacup am Start, gewann bisher aber noch keine Punkte in dieser Rennserie. Besser erging es ihr bei ihren Starts im Nor-Am Cup im November und Dezember 2011, bei denen sie zweimal unter die schnellsten 15 fuhr.
Ihr Weltcupdebüt gab Kantorová am 11. Januar 2011 im Slalom von Flachau. Regelmäßigere Weltcupstarts folgten ab der Saison 2011/2012. In ihrem sechsten Weltcuprennen, dem Slalom von Kranjska Gora am 22. Januar 2012, gewann sie als 24. ihre ersten Weltcuppunkte. Im September 2013 feierte sie mit dem Gesamtsieg im Australian New Zealand Cup ihren bisher größten internationalen Erfolg.
In den darauffolgenden Jahren startete Kantorová hauptsächlich bei FIS bzw. Citzien-Rennen. Ausnahmen bildeten hierbei lediglich die Olympischen Winterspiele, wobei ein 18. Platz in der Alpinen Kombination von Pyeongchang ihre beste Platzierung bildete.

## Erfolge

### Olympische Spiele
- Sotschi 2014: 22. Super-G, 38. Riesenslalom
- Pyeongchang 2018: 18. Alpine Kombination, 29. Abfahrt, 34. Slalom, 35. Super-G, 41. Riesenslalom

### Weltmeisterschaften
- Schladming 2013: 33. Riesenslalom

### Weltcup
- 2 Platzierungen unter den besten 30

### Europacup
- 2 Platzierungen unter den besten 30

### Australian New Zealand Cup
- Saison 2010: 2. Slalomwertung, 3. Gesamtwertung, 3. Kombinationswertung, 7. Super-G-Wertung, 13. Riesenslalomwertung
- Saison 2013: 1. Gesamtwertung, 1. Super-G-Wertung, 1. Kombinationswertung, 3. Riesenslalomwertung, 5. Slalomwertung
- 8 Podestplätze, davon 3 Siege

| Datum              | Ort        | Land       | Disziplin         |
| ------------------ | ---------- | ---------- | ----------------- |
| 19. September 2013 | Mount Hutt | Neuseeland | Super-Kombination |
| 19. September 2013 | Mount Hutt | Neuseeland | Super-G           |
| 20. September 2013 | Mount Hutt | Neuseeland | Slalom            |

### Nor-Am Cup
- 7 Platzierungen unter den besten 30

### South American Cup
- Saison 2015: 3. Riesenslalomwertung, 7. Gesamtwertung, 8. Super-G-Wertung, 8. Slalomwertung, 9. Abfahrtswertung
- 3 Podestplätze, davon 2 Siege

| Datum           | Ort        | Land        | Disziplin    |
| --------------- | ---------- | ----------- | ------------ |
| 7. August 2015  | Chapelco   | Argentinien | Riesenslalom |
| 15. August 2015 | Antillanca | Chile       | Slalom       |

### Juniorenweltmeisterschaften
- Mont Blanc 2010: 66. Riesenslalom
- Crans-Montana 2011: 8. Kombination, 24. Slalom, 34. Abfahrt, 35. Riesenslalom
- Roccaraso 2012: 21. Riesenslalom, 31. Super-G
- Québec 2013: 9. Riesenslalom

### Universiade
- Trentino 2013: 2. Kombination, 4. Super-G, 8. Slalom, 9. Abfahrt, 16. Riesenslalom
- Almaty 2017: 3. Kombination, 5. Super-G, DNF1 Riesenslalom, DNF1 Slalom

### Weitere Erfolge
- 12 Siege in FIS-Rennen